# Борзенко Сергій Олександрович (футболіст)
Сергі́й Олекса́ндрович Борзе́нко (нар. 22 червня 1986, Слобожанське, Харківська область) — український футболіст, захисник чеського ФСЦ «Стара Ріше».

## Біографія
Народився в смт. Слобожанське (Харківська область). Вихованець ДЮФК «Арсенал» з міста Харкова. Перший тренер — Ігор Петринчук. Професійну кар'єру розпочав у харківському «Арсеналі» у Другій лізі, де його тренером був Ігор Рахаєв. За цей колектив Борзенко зіграв понад 100 матчів.
Після нетривалого періоду в «Полтаві», на запрошення Сергія Кандаурова, з яким футболіст раніше працював в «Арсеналі», перейшов в іншу харківську команду — «Геліос». Дебютував за «сонячних» 19 липня 2009 року в матчі Першої ліги проти «Десни» (1:1), провівши на полі всі 90 хвилин. Прем'єрний гол за «Геліос» забив 21 серпня 2009 року у ворота «Прикарпаття» (2:0). Всього у період з 2009 по 2013 рік Борзенко встиг провести за цю команду майже 140 матчів, забити 13 м'ячів і виводити «Геліос» на поле з капітанською пов'язкою.
Після відходу з харківського клубу, футболіст зіграв за «Титан» 8 матчів у весняній частині сезону 2013/14, але після розпаду кримського колективу знову залишився без клубу. Влітку 2014 року уклав контракт з друголіговим «Кременем». За цю команду зіграв у сезоні 2014/15 років 31 матч, включаючи два в Кубку України та два в плей-офф за місце у першій лізі проти «Миколаєва», який кременчужці програли.
Улітку 2015 року 29-річного захисника Роман Санжар запросив на перегляд в донецький «Олімпік», після чого Борзенко уклав з цим клубом дворічний контракт. У Прем'єр-лізі досвідчений футболіст вперше зіграв 18 липня 2015 року проти одеського «Чорноморця» (2:2). У дебютному матчі Борзенко відзначився забитим голом. У травні 2016 року за обопільною згодою припинив співпрацю з донецьким клубом.
19 червня 2016 року став гравцем рівненського «Вереса», за який провів два сезони, другий — у Прем'єр-лізі, після завершення якого «Верес» злився зі «Львовом», де і продовжили виступати більшість гравців, у тому числі й Борзенко.